# Skórzec (województwo mazowieckie)
Skórzec (daw. Skurzec) – wieś w Polsce położona w województwie mazowieckim, w powiecie siedleckim, w gminie Skórzec. Ma status sołectwa. Miejscowość jest siedzibą gminy Skórzec.
W latach 1975–1998 miejscowość administracyjnie znajdowała się w województwie siedleckim.
We wsi działa założona w 1911 roku jednostka ochotniczej straży pożarnej. Jednostka działa w strukturach krajowego systemu ratowniczo-gaśniczego. Jednostka posiada średni samochód gaśniczy GBA 2,5/16 Volvo FL.
Miejscowość znana z serialu Zmiennicy, gdzie dom rodzinny miał pisarz Jan Oborniak. We wsi został ustawiony samochód Polski Fiat 125p w barwach WPT o numerze 1313, jako nawiązanie do serialu.

## Dane ogólne
- Liczba mieszkańców: 1178 2015

Przez wieś przebiega droga wojewódzka nr 803 Siedlce-Stoczek Łukowski i trzy drogi gminne: do wsi Nowaki, Gołąbek i Dąbrówka-Stany.

## Religia
Znajduje się tu zabytkowy kościół katolicki należący do Parafii Nawrócenia Świętego Pawła Apostoła, zbudowany w 1769 w stylu barokowo-klasycystycznym. Powstał on na miejscu starego drewnianego kościoła z 1710, zniszczonego w pożarze. Siedziba gminy powstała w 1822, pierwszym jej wójtem został o. Stanisław Pórzycki, prezydent klasztoru. Kościół należy do zakonu marianów.

## Sport
W 1999 w miejscowości powstała drużyna piłkarska GLUKS "Naprzód" Skórzec.

## Edukacja
- Szkoła Podstawowa w Skórcu
- Publiczne Gimnazjum w Skórcu